# Petitmoni
Petitmoni(プッチモニ) también conocido como Pucchi Moni, es el segundo subgrupo oficial del grupo ídolo Morning Musume.

## Historia
Fundada en noviembre de 1999, el grupo estaba constituido inicialmente por los miembros de Morning Musume Kei Yasuda , Sayaka Ichii , y Maki Goto . Poco después de su formación, el grupo lanzó su primer sencillo, " CHOKOTTO LOVE ", que vendió más de 1 millón de copias.
Después del lanzamiento del primer sencillo, el 21 de mayo de 2000, Sayaka Ichii se graduó de Morning Musume y Petitmoni. A fin de cubrir al tercer miembro, su productor Tsunku coloco a Hitomi Yoshizawa en el grupo, formando la segunda generación. Petitmoni pasó a tres sencillos más, con su único disco, Zenbu! Petitmoni , lanzado en agosto de 2002. El álbum era una colección de todos sus sencillos y canciones lado B, junto con tres temas extra.
Maki Goto se graduó de Morning Musume y Petitmoni en el 2002. Poco después, la graduación de Kei Yasuda fue anunciada para el 2003. Esto provocó un nuevo cambio de formación, en el que Ayaka Kimura de Coconuts Musume y Makoto Ogawa se añadieron. Yoshizawa se convirtió en la nuevo líder, pero la nueva formación nunca lanzó un sencillo, y sólo una canción titulada "Wow Wow Wow" y una versión de "CHOKOTTO Love", que se incluyeron más tarde mejor compilación CD Petit.
El grupo se encontraba indefinido en 2003, y fue disuelta de manera efectiva en los años siguientes con Ogawa dejando Morning Musume para estudiar Inglés en el extranjero en 2006, Yoshizawa se graduaría de Morning Musume en el 2007, y Kimura dejando Hello! Project y la Agencia inicial en 2008.
En el álbum chanpurū 1 de Hello! Project aparece una canción de Petitmoni V, iniciando un renacimiento de la banda que se separó. Sus nuevos miembros son Saki Nakajima (Cute) como líder , Mai Hagiwara (Cute) , y Mano Erina , y la "V" en su nombre es por "Victoria". Este revivido grupo apareció por primera vez en el concierto de Hello! Proyecto de Verano 2009 (menos Hagiwara Mai, que estaba enferma y no pudo participar), cantando una nueva canción, "Pira! Otome no Negai" (más tarde lanzado en el álbum mejor Petit 10).

## Miembros

### Primera generación
- Kei Yasuda
- Sayaka Ichii
- Maki Goto

### Segunda generación
- Kei Yasuda-líder
- Maki Goto
- Hitomi Yoshizawa

### Tercera generación
- Hitomi Yoshizawa-líder
- Makoto Ogawa
- Ayaka Kimura(Coconuts Musume)

### Cuarta generación - Renacimiento(Petitmoni V)
- Saki Nakajima (C-ute)-Líder
- Mai Hagiwara (Cute)
- Erina Mano (Solista de Hello!Project)

## Discografía

### Álbumes
- 1. Zenbu Petitmoni!(ぜんぶ!プッチモニ ? )- 21 de agosto del 2002

### Sencillos
- 1. Chokotto LOVE (ちょこっとLOVE ? ) - 25 de noviembre de 1999
- 2. Seishun Jidai 1.2.3! / Daiseikou Baisekou! (青春时代1.2.3! /バイセコー大成功! ? )- 26 de julio de 2000
- 3. Baby! ni Koi Knock Out! "(Baby!恋にKnock Out! ? ) - 28 de febrero de 2001
- 4. Pittari Shitai Navidad! "(X 'masしたいぴったり! ? ) - 14 de noviembre de 2001

### Compilation Tracks
- ¡Juntos! - "El amor CHOKOTTO (2001 Version)"
- Petit Mejor 3 - "El amor CHOKOTTO (2003 Version)"
- Petit Mejor 4 - "Wow Wow Wow"
- Petit Mejor 10 - "Pira! Otome no Negai"

- Datos: Q477793